# Lijst van motetten van Johann Sebastian Bach
Lijst van motetten van Johann Sebastian Bach met BWV-nummer. Zie voor informatie over de motetten BWV 225 tot en met BWV 230 ook het artikel Motetten (J.S. Bach).
- BWV 118 - O Jesu Christ, meins Lebens Licht
- BWV 225 - Singet dem Herrn ein neues Lied
- BWV 226 - Der Geist hilft unser Schwachheit auf
- BWV 227 - Jesu, meine Freude
- BWV 228 - Fürchte dich nicht
- BWV 229 - Komm, Jesu, komm
- BWV 230 - Lobet den Herrn, alle Heiden
- BWV 231 - Sei Lob und Preis mit Ehren
- BWV 170/1083 - Tilge, Höchster, meine Sünden (Psalm 51)

cantates · motetten · missen · oratoria en passies · vierstemmige koralen · liederen en aria's · orgelwerken · klavecimbelwerken · kamermuziek · orkestwerken · overige werken